# Petalostelma cearense
Petalostelma cearense är en oleanderväxtart som beskrevs av Gustaf Oskar Andersson Malme. Petalostelma cearense ingår i släktet Petalostelma och familjen oleanderväxter. Inga underarter finns listade i Catalogue of Life.